# Eudrymopa cyanoleuca
Eudrymopa cyanoleuca is een vlinder uit de familie van de stippelmotten (Yponomeutidae). De wetenschappelijke naam van de soort werd in 1908 gepubliceerd door Oswald Beltram Lower.